# Venus (canção de Shocking Blue)
"Venus" é uma canção de 1969 da banda holandesa Shocking Blue que levou o grupo ao primeiro lugar nos EUA e em cinco países ao redor da Europa em 1970. Quando regravado pela banda Bananarama, a canção retornou ao primeiro lugar nos EUA e também em seis outros países ao redor do mundo em 1986. A composição tem sido destacada em vários filmes, programas de televisão e comerciais, e regravada dezenas de vezes por artistas ao redor do mundo.

## Shocking Blue
Lançado no final de 1969 como um single do álbum At Home, o single da banda Shocking Blue atingiu o primeiro lugar na Billboard Hot 100 em 7 de Fevereiro de 1970. A certificação da RIAA veio em 28 de Janeiro de 1970 por vender mais de um milhão de cópias nos EUA, garantindo uma certificação disco de ouro. Mundialmente, o single vendeu mais de 7,5 milhões de cópias.
A voz principal da canção é feita por Mariska Veres. A melodia e a letra da canção são compostas por Robbie van Leeuwen, o guitarrista, sitarista e vocalista de fundo da banda, que também produziu, junto com o produtor de álbuns Jerry Ross.
Van Leeuwen usou "The Banjo Song", um arranjo de "Oh! Susanna" em um álbum de 1963 por The Big 3, como sua inspiração; o baixo, os riffs e a melodia soam exatamente iguais. Entretanto, a banda The Big 3 nunca reivindicou como sendo plágio.

### Versão de Shocking Blue nas paradas musicais
| Parada musical (1970)              | Posição mais alta |
| ---------------------------------- | ----------------- |
| Alemanha                           | 2                 |
| Austrália                          | 1                 |
| Bélgica                            | 1                 |
| Canadá                             | 1                 |
| Espanha                            | 1                 |
| Estados Unidos - Billboard Hot 100 | 1                 |
| Finlândia                          | 8                 |
| França                             | 1                 |
| Irlanda                            | 10                |
| Itália                             | 1                 |
| Japão - Oricon                     | 2                 |
| Países Baixos - Top 40             | 3                 |
| Reino Unido - UK Singles Chart     | 8                 |

### Televisão
Venus foi apresentada no sexto episódio da série do Netflix O Gambito da Rainha. A protagonista Beth (interpretada por Anya Taylor-Joy) dança e canta escutando a música. A cena ocorre, no universo da série, em 1967, antes do lançamento da música em 1969.

## Versão do Bananarama
"Venus" tem sido parte do repertório da banda Bananarama por vários anos antes da banda gravá-la. As três integrantes do grupo, Sara Dallin, Siobhan Fahey, e Keren Woodward, tiveram a ideia de tornar a canção em uma melodia em dance music, mas tiveram resistência de seus produtores na época, Steve Jolley e Tony Swain. A banda Bananarama trouxe a ideia para o trio de produtores Stock Aitken Waterman, e isso tornou-se na primeira colaboração da banda Bananarama com eles.
Dallin, Fahey, e Woodward tinham praticamente terminado de gravar seu terceiro álbum, intitulado True Confessions, com Jolley e Swain. Stock, Aitken e Waterman também resistiram a ideia porque acreditavam que "Venus" não seria um boa canção em dance. Após a persistência das garotas, Stock Aitken Waterman (SAW) voltaram atrás, e o resultado foi um sucesso mundial. A versão de Bananarama para a canção "Venus" foi ao primeiro lugar nos EUA, Canadá, Austrália, Nova Zelândia, Suíça, México e África do Sul. Foi número dois na Alemanha e em Hong Kong e ficou entre os dez primeiros na Itália, Áustria, Bélgica, Finlândia, França, Países Baixos, Suécia, Colômbia, Noruega, Portugal, Espanha e em sua terra natal, Reino Unido, onde ficou em oitavo lugar na UK Singles Chart. Também ficou duas semanas na liderança da parada musical Hot Dance Music/Club Play da Billboard.
A colaboração em "Venus" fez com que Bananarama e SAW trabalhassem juntos no álbum seguinte do grupo, Wow! no ano seguinte.

### Clipe
O clipe da canção foi muito exibido na MTV e em outros canais ao redor do mundo, e mostrou a banda Bananarama em vários trajes, incluindo uma súcubo, uma tentadora francesa, uma vampira, e várias deusas gregas. Em uma sequência do vídeo, O Nascimento de Vênus, a pintura de Sandro Botticelli, foi reencenada. Coreografia de Bruno Tonioli. Clipe dirigido por Peter Care.

### Integrantes
Bananarama
- Sara Dallin – Vocais
- Siobhan Fahey – Vocais
- Keren Woodward – Vocais

Membros adicionais
- Andrew Biscomb – Design da manga
- Peter Barrett – Design da manga

### Versão de Bananarama nas paradas musicais
| Parada musical (1986)                          | Posição mais alta |
| ---------------------------------------------- | ----------------- |
| África do Sul                                  | 1                 |
| Alemanha                                       | 2                 |
| Austrália                                      | 1                 |
| Áustria                                        | 7                 |
| Bélgica                                        | 3                 |
| Canadá                                         | 1                 |
| Dinamarca                                      | 14                |
| Espanha                                        | 7                 |
| Estados Unidos - Billboard Hot 100             | 1                 |
| Estados Unidos - Billboard Hot Dance Club Play | 1                 |
| Finlândia                                      | 5                 |
| França                                         | 4                 |
| Irlanda                                        | 12                |
| Itália                                         | 4                 |
| Japão                                          | 43                |

| Parada musical (1986)          | Posição mais alta |
| ------------------------------ | ----------------- |
| Noruega                        | 4                 |
| Nova Zelândia                  | 1                 |
| Países Baixos                  | 4                 |
| Reino Unido - UK Singles Chart | 8                 |
| Suécia                         | 9                 |
| Suíça                          | 1                 |